# Mirco Monshausen
Mirco Monshausen (* 6. Oktober 1977 in Bonn) ist ein deutscher Schauspieler.

## Leben
Monshausen absolvierte von 1999 bis 2003 eine Schauspielausbildung an der Folkwang-Hochschule in Essen.
Es folgten verschiedene Theaterengagements, so 2003 am Rheinischen Landestheater Neuss in dem Theaterstück Krieg der Knöpfe von Louis Pergaud. Er spielte in Köln und München bei verschiedenen freien Theatergruppen und in verschiedenen Theaterprojekten. Außerdem trat er in Köln im Rahmen der Reihe Carambolage bei literarisch-musikalischen Live-Programmen auf, unter anderem mit Texten von Martin Suter. 2009 übernahm er am Jungen Theater an der Ruhr die Rolle des Internatsschülers Beineberg in einer Bühnenfassung des Romans Die Verwirrungen des Zöglings Törleß, den er „mit finsterem Blick zu einer Art Freddie Mercury machte.“
Monshausen spielte seit 2003 Haupt- und Nebenrollen in mehreren Kurzfilmen. Er war außerdem in einigen Film- und Fernsehrollen zu sehen. 2006 verkörperte er in dem Filmdrama Lieben die Rolle des David.
2009 spielte er in der RTL-Serie Alles was zählt die Rolle des Journalisten Elias von Eversberg, mit dem sich die Serienrolle Jenny Steinkamp auf einen Flirt einlässt. 2011 übernahm in der ZDF-Telenovela Lena – Liebe meines Lebens für einige Folgen die Rolle des verdeckten Polizeiermittlers Bronk.
2008 gewann er als Sänger zusammen mit dem Schlagzeuger Ulrich Rath den vom Kölner Stadtanzeiger ausgeschriebenen „Rock-Legends-Adventure“-Wettbewerb.
Monshausen lebt in Nordrhein-Westfalen.